# یاسه تومینن
یاسه تومینن (فنلاندی: Jasse Tuominen؛ زادهٔ ۱۲ نوامبر ۱۹۹۵) بازیکن فوتبال اهل فنلاند است.
از باشگاه‌هایی که در آن بازی کرده‌است می‌توان به باشگاه فوتبال کوسیسی، باشگاه فوتبال ترومسو، باشگاه فوتبال باته بوریسف، و باشگاه فوتبال هکن اشاره کرد.
وی همچنین در تیم ملی فوتبال فنلاند بازی کرده‌است.